# La Bressola
La Bressola és una associació cultural creada a Perpinyà l'any 1976 per a promoure una xarxa d'escoles associatives que practiquen la immersió lingüística en català a les comarques de la Catalunya del Nord. Juntament amb La Calandreta, Diwan, les Seaska, les escoles ABCM-Zweisprachigkeit i Scola Corsa, forma una confederació d'escoles bilingües a França, l'Eskolim.
Aquesta agrupació d'escoles laiques va esdevenir un referent de l'activisme cultural i polític a la Catalunya del Nord, tasca que ha estat essencial per la defensa i la recuperació de la llengua i la identitat catalanes, i per la qual se li va concedir el 2007 la Creu de Sant Jordi.

## Història
Al mes de maig del 1976 neix la primera escola en català a Catalunya Nord, inspirada en les SEASKA (escoles d'Iparralde, el País Basc del Nord), i el 16 de setembre La Bressola obre les portes de Sant Galdric (Perpinyà) amb 7 alumnes. Al cap d'un any, a Nils, inaugura la segona escola de La Bressola, la primera que fou allotjada en un edifici municipal. Una antiga escola abandonada per l'ensenyament francès. Aquesta és una escola rural envoltada de vinyes, la qual cosa facilita que els alumnes puguin sortir fàcilment de l'escola i descobrir la Natura. La preciosa ajuda de l'Ajuntament permet a La Bressola de Nils de millorar les condicions d'acolliment. Però intentar mantenir i fer créixer dues escoles té un cost, La Bressola té pocs mitjans i les institucions departamentals no volen subvencionar-la. Són anys de força dificultats financeres, La Bressola sobreviu gràcies a la solidaritat, i l'ajuda de moltes persones (Lluís Llach, Jordi Barre, Pere Figueres) organitzant concerts, festes, parades, etc...
L'any 1981 La Bressola sofreix una divisió interna, amb la dimissió de la mesa. Comença una etapa de negociacions amb l'estat, amb propostes diferents segons els diversos governs de París, que conduirà finalment al conveni actual. L'any 1982 és clau: el Consell General es nega a revisar la subvenció a la Bressola. Miquel Mayol, membre fundador, promou amb altres membres una vaga de fam pública que comença al Castellet de Perpinyà el 12 de gener. Els dies següents, a l'hora de dinar, els vaguistes passen amb pancartes per davant del restaurant on dinen els consellers. Al cap d'uns anys, el Consell concedirà una subvenció.
L'any 1986 el govern francès proposa d'integrar La Bressola dins el sistema d'ensenyament públic. Però hi ha un canvi de govern i el nou executiu de Chirac no compleix els compromisos. Ans al contrari, proposa que La Bressola ensenyi un 50% en llengua francesa. L'any 1987, La Bressola anuncia que, en perdre les subvencions, es veu obligada a acomiadar als mestres. Aquests continuen ensenyant tot i que cobren de l'atur. La Bressola sobreviu gràcies a la solidaritat creixent dels Amics de la Bressola. L'any 1988, amb un nou canvi de govern, tornen les subvencions. El 1990 s'obre La Bressola de Prada i entre aquest any i el 1995 se signen convenis amb el govern.
L'any 1995 és també una data clau en la història de la Bressola. Se signa un conveni amb l'estat, encara vigent, que accepta el català com a llengua vehicular. L'estat es fa càrrec del sou dels mestres al cap de cinc anys de funcionament d'una Bressola. Els primers cinc anys La Bressola s'ha de finançar de manera autònoma. Aquest conveni dispara el creixement de La Bressola. A partir de l'any 1996, s'aconsegueix obrir quatre escoles (El Soler 1996, Sant Esteve del Monestir 1998, El Vernet 1999 i Càldegues 2001 (tancada al 2012)) i un centre de secundària al Soler des de l'any 2003. L'any 2006 La Bressola celebra el seu trentè aniversari, que coincideix amb el tancament de la primera etapa de secundària (classe de 3a) i el 2008 inaugura el centre d'ensenyament secundari, Col·legi Pompeu Fabra al Soler.
L'any 2022 La Bressola inaugura el segon centre d'ensenyament secundari, Col·legi Mas Rosselló a Canet de Rosselló. Es tracta del novè centre de La Bressola, que feia més de dos anys que cercava d’obrir un nou col·legi d’educació secundària perquè el primer havia quedat desbordat per les xifres d’alumnat. És el segon col·legi d'educació secundària de La Bressola, i el novè centre en total de l'entitat. D’altra banda, l’entitat continua treballant en el projecte del monestir de Santa Clara de Perpinyà que ha comprat al 2023, malgrat l'oposició del batlle. Aquest centre serà el primer col·legi-liceu de La Bressola.

### La Bressola, avui dia
Avui dia, La Bressola presenta 9 centres escolars (7 escoles i 2 col·legis) i al voltant de 1.100 infants implantats en 7 municipis de Catalunya Nord. Aquests darrers anys s'ha notat un augment en la demanda de places i degut a la crisi, ha calgut absorbir aquesta demanda amb els mateixos recursos humans i locals.

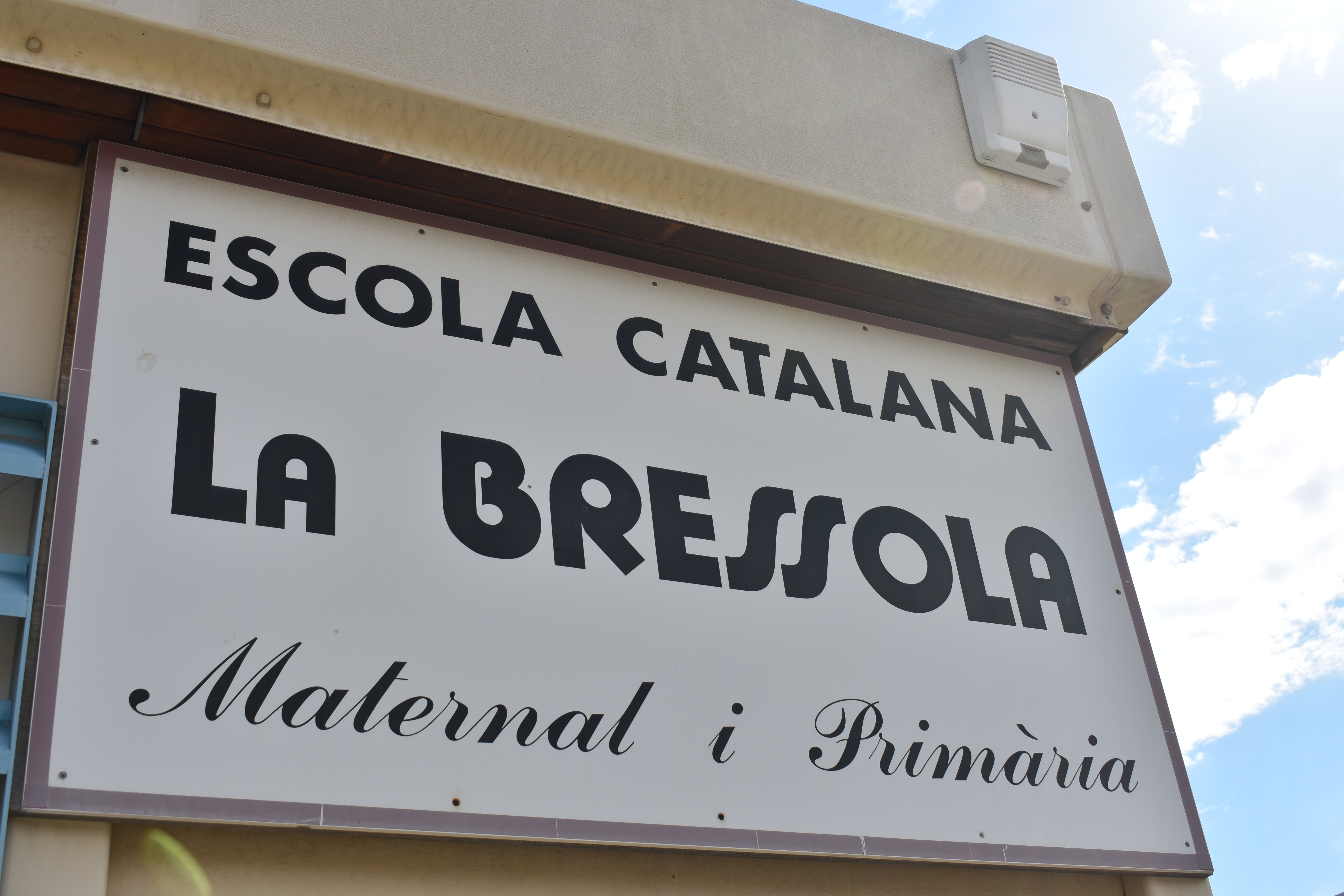
Cartell de La Bressola de Sant Galdric

## Centres

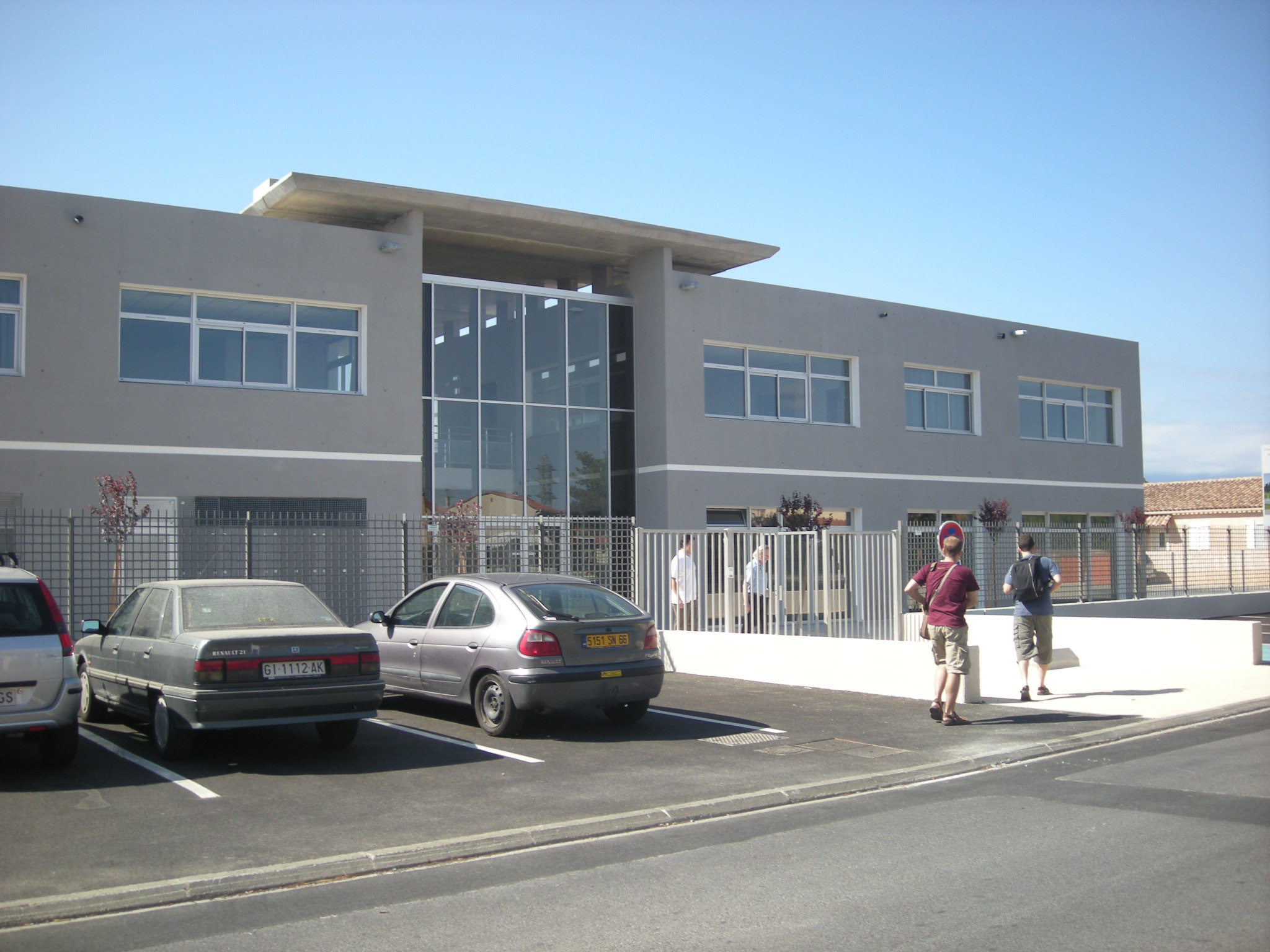
Col·legi del Soler

L'associació disposa d'un total de 9 centres, 7 dels quals són centres educatius de maternal i primària:
- Sant Galdric, Perpinyà (Rosselló)
- Nils, comuna de Pontellà i Nils (Rosselló)
- El Soler (Rosselló)
- Prada (Conflent)
- Sant Esteve del Monestir (Rosselló)
- El Vernet, Perpinyà (Rosselló)
- Pesillà de la Ribera (Rosselló)

Finalment, disposa de 2 centres de secundària. Un centre inaugurat el 30 d'agost de 2008, per bé que l'associació ja realitzava des de l'any 2003 l'ensenyament secundari.
Al setembre de 2022 la Bressola trasllada la classe de cinquena, ubicada l'any anterior i provisionalment a l'escola de Sant Galdric de Perpinyà, al nou institut Mas Rosselló de Canet, en uns locals cedits per l'ajuntament en un antic mas.
- Centre d'Ensenyament Secundari, Col·legi Pompeu Fabra, el Soler (Rosselló).[2]
- Centre d'Ensenyament Secundari, Col·legi Mas Rosselló, Canet de Rosselló.

## Sistema educatiu

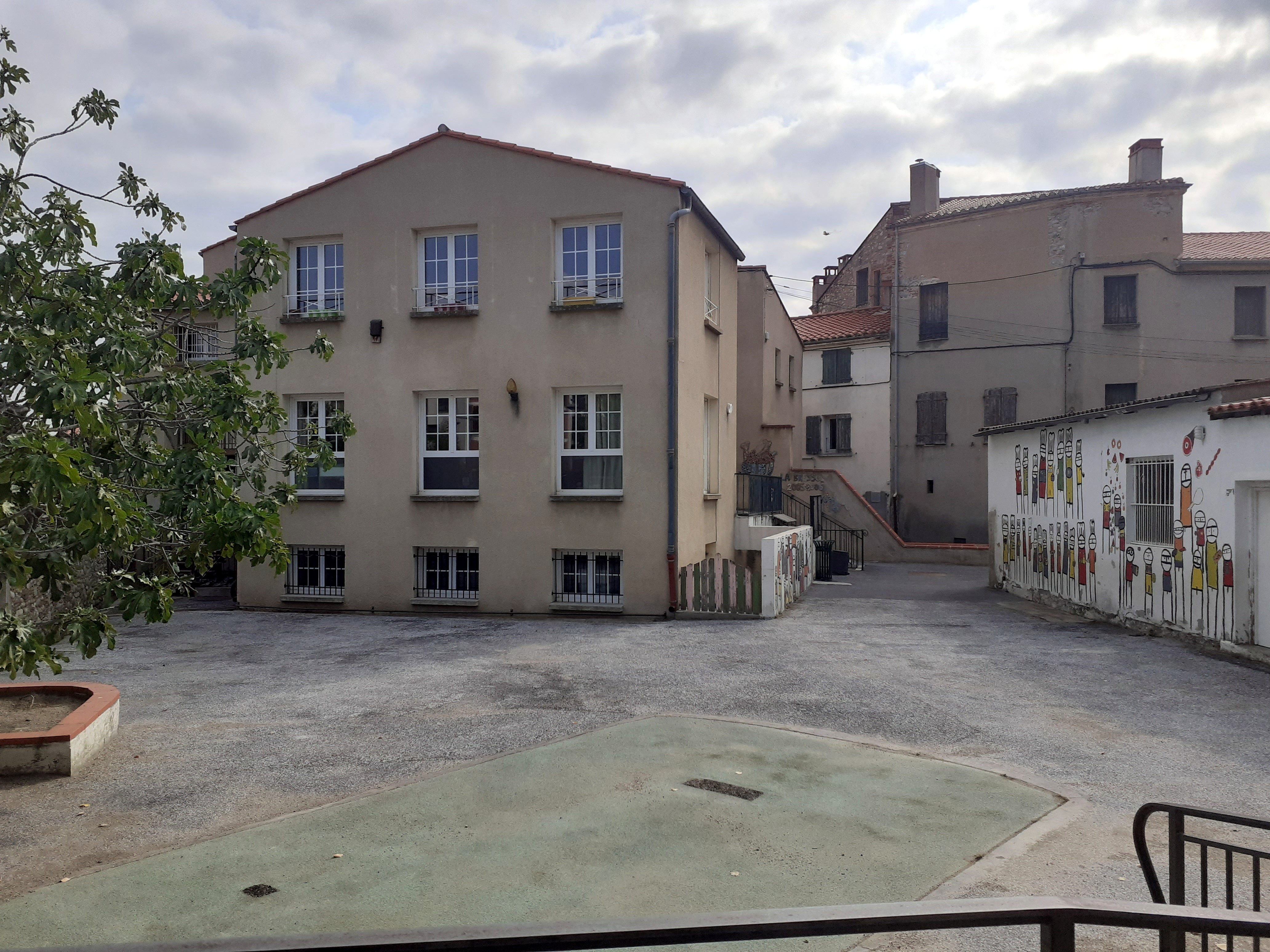
Escola La Bressola a Prada

La pedagogia que s'hi practica és l'anomenada activa i manté un nivell comparable amb els dels centres homòlegs de llengua francesa. La pedagogia de La Bressola implica la verticalitat dels aprenentatges, és a dir, un sistema educatiu on conviuen diversos nivells d'edat en una mateixa classe i on l'infant més gran “n'apadrina” un de més petit creant d'aquesta manera un cert companyerisme.
A l'escola, La Bressola barreja diversos cursos: hi ha el Cicle 1 (que serien els tres anys de parvulari), el Cicle 2 (1r i 2n de primària) i Cicle 3 (3r, 4t i 5è de primària). Els col·legis de l'Estat francès tenen quatre cursos: 6a, 5a, 4a i 3a (que equival a 6è de primària, 1r d'ESO, 2n d'ESO i 3r d'ESO, respectivament). Els alumnes que volen seguir estudiant fan una prova de nivell, el Brevet, i entren al Liceu, on cursen 2a, 1a i Terminal (que equival a 4t d'ESO, 1r de batxillerat i 2n de batxillerat, respectivament).
Les relacions de l'administració amb l'associació, que des dels 1982 ha intentat obtenir subvencions estatals, han estat difícils a causa de les pressions per a la introducció del bilingüisme en règim paritari. El 1995 hom acordà la introducció de l'ensenyament bilingüe al final del cicle primari. El 1987 la Generalitat de Catalunya li atorgà el premi d'Honor Jaume I.
El 1981, una escissió donà origen a l'associació Arrels, dirigida per Pere Manzanares i Laura Manaut.
Fins a l'any 2013 va ser-ne director general Joan Pere Le Bihan. Actualment el Guillem Nivet n'és el president.

## Suport públic
El març del 2007 els jugadors del FC Barcelona Oleguer Presas i Lilian Thuram van participar en la lectura d'un manifest de defensa de la llengua catalana i d'aquestes escoles en un acte a Perpinyà. El manifest ha rebut suport, a més, pel president d'aquest club Joan Laporta, l'entrenador de la selecció francesa de futbol Raymond Domenech, dels cantants Manu Chao, Cali, Zebda, Lluís Llach, I Muvrini, Françoise Xénakis, entre altres personalitats.

## Amics de la Bressola
L'associació Amics de la Bressola és una organització sense ànim de lucre que dona suport a la Bressola. Es va constituir l'any 1986 amb l'impuls de Francesc Ferrer i Gironès i ha estat cabdal per garantir la continuïtat del projecte de la Bressola. L'entitat té uns 600 socis, que hi col·laboren econòmicament, i l'adhesió de més de 150 ajuntaments d'arreu dels Països Catalans que canalitzen el seu suport a la Bressola a través de l'associació.
Des de l'any 1980, el senador gironí Francesc Ferrer i Gironès conjuntament amb altres persones (amics) van fer campanyes per a canalitzar ajuts a les escoles que impulsaven l'ensenyament en català a la Catalunya del Nord. Aquestes primeres campanyes van permetre la consolidació de la Bressola en una primera època de més bel·ligerància del sistema educatiu de l'Estat francès i mentre s'estructurava la pròpia xarxa d'escoles i de docents que en formaven part. L'associació es va constituir el 1986 i entre els promotors diverses personalitats culturals: Eliseu Climent, Enric Larreula, Àngel Colom. El 2016, l'associació commemorà els seus 30 anys que coincideixen amb la celebració dels 40 anys de la creació de la primera escola de la Bressola a Perpinyà. Aleix Andreu era el president de l'associació. Actualment, el Geoffroy Lourdou n'és el president.
Els objectius fundacionals de l'associació Amics de la Bressola se centren en la divulgació i obtenir suports morals, materials i econòmics per a dotar la Bressola de mitjans per la seva acció pedagògica. Tots els recursos que aconsegueix l'Associació es destinen íntegrament a la Bressola. Des de l'any 1986 la solidaritat i la feina dels Amics han esdevingut un dels pilars de la Bressola. L'entitat cerca ser independent de la conjuntura política. Té entitat jurídica pròpia i els seus òrgans de decisió són independents dels de la Bressola.
El 2007, Amics de la Bressola impulsà la creació de continguts culturals i de promoció de la llengua com un nou recurs de suport la Bressola i també la seva promoció. D'aquesta manera neix el projecte musical "Musiquetes per la Bressola" que es concreta en un CD i un seguit de concerts. El 2010, té una segona entrega amb "+Cançonetes per la Bressola" que també s'acompanya de concerts i un programa de televisió "Bressola de Nadal" dirigit per Lluís Danés. I el 2012, "1,2,3...pica Bressola!", un tercer projecte musical possible a partir d'una crida i una campanya de micromecenatge. També es promouen l'edició de contes i altres formats audiovisuals que s'apleguen a Espai Bressola on tots els continguts es poden descarregar amb llicències lliures.